# Carlos Huertas
Carlos Huertas (ur. 22 czerwca 1991 w Bogota) – kolumbijski kierowca wyścigowy.

## Kariera

### Formuła BMW
Carlos karierę rozpoczął w 2001 roku, od startów w kartingu. W 2007 roku zadebiutował w serii wyścigów samochodów jednomiejscowych – Brytyjskiej Formule BMW. Będąc w zespole należącym do Kimiego Räikkönena, Kolumbijczyk zmagania zakończył na 13. miejscu. W kolejnym sezonie ścigał się w Europejskiej Formule BMW, powstałej na skutek połączenia brytyjskich oraz niemieckich mistrzostw. Huertas dwukrotnie sięgnął po pole position na włoskim torze Monza, natomiast jedyne podium w sezonie osiągnął w pierwszym wyścigu, gdzie uplasował się na drugiej lokacie. Zdobyte punkty sklasyfikowały go na 9. pozycji.

### Formuła 3
W latach 2009–2011 Carlos brał udział w Brytyjskiej Formule 3. I tu reprezentował ekipę Raikkonena, najlepiej spisując się w trzecim podejściu, kiedy to rywalizację ukończył na 3. miejscu. W trakcie sezonu Kolumbijczyk ośmiokrotnie znalazł się na podium, a jedyne zwycięstwo odnotował w ostatnim starcie, na brytyjskim torze Silverstone. W poprzednich latach Huertas uplasował się na 8. oraz 10. pozycji w klasyfikacji generalnej.

### Formuła Renault 3.5
Na sezon 2012 Huertas podpisał kontrakt z zespołem Fortec Motorsports na starty w Formule Renault 3.5. Ani razu nie stanął na podium, choć w pierwszym wyścigu na torze Ciudad del Motor de Aragón był tego bardzo blisko. Z dorobkiem 35 punktów ukończył sezon na 16 pozycji w klasyfikacji kierowców.
W sezonie 2013 Carlos zdecydował przenieść się do brytyjskiej stajni Carlin. Tu tylko trzykrotnie zdobywał punkty, jednak podczas niedzielnego wyścigu na torze Ciudad del Motor de Aragón nie miał sobie równych. Zwyciężył w wyścigu uzyskując w nim również najszybsze okrążenie. Ostatecznie z dorobkiem 30 punktów uplasował się na 14. miejscu w klasyfikacji generalnej.

### IndyCar
W 2014 roku Kolumbijczyk rozpoczął starty w IndyCar z zespołem Dale Coyne Racing.

## Statystyki
| Sezon | Seria                                        | Zespół                     | Wyścigi | Zwycięstwa | PP | NO | Podium | Punkty | Pozycja |
| ----- | -------------------------------------------- | -------------------------- | ------- | ---------- | -- | -- | ------ | ------ | ------- |
| 2007  | Brytyjska Formuła BMW                        | Räikkönen Robertson Racing | 18      | 0          | 0  | 0  | 0      | 336    | 13      |
| 2007  | Światowy Finał Formuły BMW                   | Räikkönen Robertson Racing | 1       | 0          | 0  | 0  | 0      | N/A    | 5       |
| 2008  | Europejska Formuła BMW                       | Räikkönen Robertson Racing | 16      | 0          | 1  | 0  | 1      | 136    | 9       |
| 2008  | Nikon Indy 300 F3 Challenge – klasa narodowa |                            | 2       | 1          | 1  | 1  | 1      | 0      | NS†     |
| 2009  | Brytyjska Formuła 3                          | Räikkönen Robertson Racing | 20      | 0          | 0  | 1  | 2      | 95     | 7       |
| 2009  | Grand Prix Makau                             | Manor Motorsport           | 1       | 0          | 0  | 0  | 0      | N/A    | 12      |
| 2009  | Masters of Formula 3                         | Räikkönen Robertson Racing | 1       | 0          | 0  | 0  | 0      | N/A    | 18      |
| 2010  | Brytyjska Formuła 3                          | Räikkönen Robertson Racing | 29      | 0          | 0  | 1  | 4      | 104    | 10      |
| 2010  | Grand Prix Makau                             | Hitech Racing              | 1       | 0          | 0  | 0  | 0      | N/A    | 10      |
| 2011  | Brytyjska Formuła 3                          | Carlin                     | 30      | 1          | 0  | 0  | 8      | 222    | 3       |
| 2011  | Międzynarodowe Trofeum Formuły 3             | Carlin                     | 8       | 0          | 0  | 0  | 0      | 15     | 8       |
| 2011  | Formuła 3 Euro Series                        | Carlin                     | 3       | 0          | 0  | 0  | 0      | 0      | NS†     |
| 2011  | Grand Prix Makau                             | Carlin                     | 1       | 0          | 0  | 0  | 0      | N/A    | 13      |
| 2011  | Masters of Formula 3                         | Carlin                     | 1       | 0          | 0  | 0  | 0      | N/A    | 11      |
| 2012  | Formuła Renault 3.5                          | Fortec Motorsports         | 17      | 0          | 0  | 0  | 0      | 35     | 16      |
| 2013  | Formuła Renault 3.5                          | Carlin                     | 17      | 1          | 0  | 1  | 1      | 30     | 14      |

† – Huertas nie był klasyfikowany.

## Wyniki w Formule Renault 3.5
| Legenda oznaczeń w tabelach wyników Wyświetl szablon na nowej stronie | Legenda oznaczeń w tabelach wyników Wyświetl szablon na nowej stronie                                                                     |
| Oznaczenie                                                            | Wyjaśnienie |
| --------------------------------------------------------------------- | --- |
| Złoty                                                                 | Zwycięzca lub mistrzostwo |
| Srebrny                                                               | 2. miejsce lub wicemistrzostwo |
| Brązowy                                                               | 3. miejsce lub II wicemistrzostwo |
| Zielony                                                               | Ukończył, punktował (w klasyfikacji generalnej, gdy zdobył co najmniej jeden punkt na przestrzeni sezonu, poza trzema powyższymi opcjami) |
| Niebieski                                                             | Ukończył, nie punktował (w klasyfikacji generalnej, gdy nie zdobył co najmniej jednego punktu na przestrzeni sezonu)                      |
| Czerwony                                                              | Nie zakwalifikował się (NZ) |
| Czerwony                                                              | Nie prekwalifikował się (NPK) |
| Różowy                                                                | Nie ukończył (NU) |
| Różowy                                                                | Niesklasyfikowany (NS) (w klasyfikacji generalnej, gdy nie został sklasyfikowany w żadnym wyścigu sezonu)                                 |
| Czarny                                                                | Zdyskwalifikowany (DK) |
| Czarny                                                                | Wykluczony (WYK/EX) |
| Biały                                                                 | Nie wystartował (NW) |
| Biały                                                                 | Kontuzjowany (K/INJ) |
| Biały                                                                 | Wyścig odwołany (OD/C) |
| Bez koloru                                                            | Został wycofany (WYC/WD) |
| Bez koloru                                                            | Nie przybył (NP/DNA) |
| Bez koloru                                                            | Nie brał udziału w treningach (NT/DNP) |
| Bez koloru                                                            | Nie został zgłoszony (–) |
| Pogrubienie                                                           | Start z pole position |
| Kursywa                                                               | Najszybsze okrążenie wyścigu |
| †                                                                     | Nie ukończył, ale jego rezultat został zaliczony ze względu na przejechanie więcej niż 90% dystansu wyścigu.                              |
| *                                                                     | Sezon w trakcie |
| 1/2/3                                                                 | Punktowana pozycja w sprincie kwalifikacyjnym                                                                                             |
| Lista systemów punktacji Formuły 1                                    | |

| Rok  | Zespół            | Wyniki w poszczególnych eliminacjach | Wyniki w poszczególnych eliminacjach | Wyniki w poszczególnych eliminacjach | Wyniki w poszczególnych eliminacjach | Wyniki w poszczególnych eliminacjach | Wyniki w poszczególnych eliminacjach | Wyniki w poszczególnych eliminacjach | Wyniki w poszczególnych eliminacjach | Wyniki w poszczególnych eliminacjach | Wyniki w poszczególnych eliminacjach | Wyniki w poszczególnych eliminacjach | Wyniki w poszczególnych eliminacjach | Wyniki w poszczególnych eliminacjach | Wyniki w poszczególnych eliminacjach | Wyniki w poszczególnych eliminacjach | Wyniki w poszczególnych eliminacjach | Wyniki w poszczególnych eliminacjach | Punkty | Pozycja |
| ---- | ----------------- | ------------------------------------ | ------------------------------------ | ------------------------------------ | ------------------------------------ | ------------------------------------ | ------------------------------------ | ------------------------------------ | ------------------------------------ | ------------------------------------ | ------------------------------------ | ------------------------------------ | ------------------------------------ | ------------------------------------ | ------------------------------------ | ------------------------------------ | ------------------------------------ | ------------------------------------ | ------ | ------- |
| 2012 | Fortec Motorsport | ARA                                  | ARA                                  | MON                                  | BEL                                  | BEL                                  | DEU                                  | DEU                                  | RUS                                  | RUS                                  | GBR                                  | GBR                                  | HUN                                  | HUN                                  | FRA                                  | FRA                                  | CAT                                  | CAT                                  | 35     | 16      |
| 2012 | Fortec Motorsport | 4                                    | 12                                   | 10                                   | NU                                   | NU                                   | 23                                   | NU                                   | NU                                   | 6                                    | 6                                    | 11                                   | 7                                    | 12                                   | 15                                   | 15                                   | 18                                   | 18                                   | 35     | 16      |
| 2013 | Carlin            | ITA                                  | ITA                                  | ARA                                  | ARA                                  | MON                                  | BEL                                  | BEL                                  | RUS                                  | RUS                                  | AUT                                  | AUT                                  | HUN                                  | HUN                                  | FRA                                  | FRA                                  | CAT                                  | CAT                                  | 30     | 14      |
| 2013 | Carlin            | 16                                   | 16                                   | 20                                   | 1                                    | 15                                   | 10                                   | NU                                   | 15                                   | 19                                   | NW                                   | NU                                   | 17                                   | 8                                    | NU                                   | 18                                   | NU                                   | 18                                   | 30     | 14      |